# La Cigogne
La Cigogne est un dessin de l'artiste de la Renaissance allemande Albrecht Dürer réalisé vers 1500-1505.

## Histoire
La feuille appartient à une série de dessins d'animaux exécutés entre 1500 et 1505 (la date de 1517 a été portée à postériori, peut-être d'après Hans von Kulmbach, un élève de Dürer).

## Description
Dessinée d'après nature, mais dans l'atelier, avec une grande précision zoologique, La Cigogne constitue un véritable portrait du volatile. Ses proportions sont soigneusement étudiées, à l'image de celles de l'homme. L'oiseau, solidement campé sur ses pattes, tourne la tête vers le spectateur d'un air interrogateur, presque impérieux. 

## Analyse
L'attention portée au rendu du plumage évoque sur un mode mineur et en noir et blanc la célèbre aile colorée de Dürer (Albertina). De nombreux dessinateurs de l'époque, notamment Jacopo de' Barbari dirigent leur curiosité vers les oiseaux. Jacopo s'intéressa ainsi dans ses aquarelles à un certain nombre de volatiles morts, telle la perdrix du British Museum, contemporaine de la feuille. Les études abouties comme la cigogne pouvaient être utilisées dans des projets plus ambitieux. On la retrouve chez Dürer dans La Madone aux animaux du musée du Louvre (1503) et dans celle de l'Albertina (1506). Elle y prend une signification religieuse (la Piété filiale, la Gratitude) : saint Joseph s'adresse par exemple à elle sur la dernière feuille. Dürer ne se contente en effet jamais de fournir une description littérale de la nature, mais lui imprime souvent un sens plus profond.